# Юрків Андрій Миколайович
Андрій Миколайович Юрків (22 жовтня 1980, с. Дарахів, Тернопільська область — 17 лютого 2023, Донецька область) — український військовослужбовець, старший солдат 80 ОДШБр Збройних сил України, учасник російсько-української війни.

## Життєпис
Андрій Юрків народився 22 жовтня 1980 року в селі Дарахові, нині Микулинецької громади Тернопільського району Тернопільської области України.
Навчався в Дарахівському закладі загальної середньої освіти.
Служив у 80-й окремій десантно-штурмовій бригаді. Загинув 17 лютого 2023 року на Донеччині.
Похований 22 лютого 2023 року в родинному селі.
Залишилися дружина та двоє дітей.

## Нагороди
- орден «За мужність» III ступеня (14 квітня 2023, посмертно) — за особисту мужність, виявлену у захисті державного суверенітету та територіальної цілісності України, самовіддане виконання військового обов'язку[1].
- почесний громадянин Тернопільської области (2025, посмертно)[2].

## Вшанування пам'яті
22 жовтня 2023 року на фасаді Дарахівського закладу загальної середньої освіти відкрили пам'ятну дошку на честь Андрія Юрківа.